# Vestblokken
Vestblokken, vestmagterne eller kapitalistblokken henviste under den kolde krig til de lande, der var allierede med USA og  NATO mod Sovjetunionen og dens allierede i Warszawapagtlandene. Sidstnævnte blev ofte betegnet som Østblokken, hvilket var et oftere anvendt begreb på dansk end Vestblokken. Regeringer og presse i Vestblokken var mere tilbøjelige til at beskrive sig selv som "den frie verden" eller "Vesten"'. Vesteuropa er et begreb, der blev brugt til at henvise til demokratiske lande i Europa under den kolde krig, men det anvendes til tider stadig om de moderne stater i dag.

## Fodnoter
1. ↑  Capitalism, democracy, and ecology: departing from Marx, by Timothy W. Luke